# Tapirus balkanicus
Tapirus balkanicus es una especie extinta de tapir de la familia Tapiridae que habitó en la actual Bulgaria. Fue descrita por Spassov y Ginsburg en 1999 a partir de dos fragmentos de mandíbula encontrados en los sectores de Hrabarsko y Balsha en la región de Sofía, correspondientes al estrato Pontiense (Mioceno Superior).
El nombre específico se deriva de la región donde fueron encontrados los fósiles, los Balcanes.